# Komáromi csaták
További jelentéseket lásd a Komáromi csata egyértelműsítő lapon!
Komáromi csatáknak az 1848–49-es forradalom és szabadságharc során a komáromi várat védő magyar haderők és az ostromló osztrák hadsereg közötti három csatát nevezzük.
Az osztrákok által 1848 decembere óta ostromlott Komáromot 1849. április 22-én mentette fel a Damjanich János és Klapka György vezetésével érkező magyar sereg. Négy nappal később, az első komáromi csata (komárom-szőnyi csata) során sikeresen áttörték az ostromgyűrűt.
Az osztrákok segítségére 1849. június 18-án 200 000 főnyi cári orosz haderő sietett, így megerősítve soraikat újabb kísérletet tettek a stratégiailag és lélektanilag egyaránt fontos szerepet játszó komáromi vár elfoglalására. Erre bátorította őket a magyar vereséggel járó peredi (június 20.) és győri csata (június 28.) is.
A második és harmadik komáromi csata Komárom 8 hónapos ostromának másik fontos fejezete volt. A második csata a komáromi vár védői (Görgey Artúr és Klapka György parancsnoksága alatt), valamint a várat ostromló osztrák-orosz sereg között zajlott 1849. július 2-án. A fiatal magyar sereg bátor helytállásával és fegyelmezettségével sikeresen verte vissza a számbeli fölényben levő ellenség támadását. A második komáromi csatát július 11-én sikertelen áttörési kísérlet követte (harmadik komáromi csata).

## Az első (1849. április 26.)
Az első komáromi csatát vagy komárom-szőnyi csatát Görgey és Kossuth egyértelműen a szabadságharc legfontosabb csatájának nevezte. Ez a csata döntötte el a magyar szabadságharc sorsát. Következményeképp hívták be a cári Oroszország hadseregét. A Görgey vezette magyar haderő 24 000 fős volt, míg az osztrák hadseregnek 30 000 katonája volt Schlick tábornok vezérlete alatt.
A támadás magyar részről indult meg. Knezić Károly ezredes 4 000 emberrel átkelt a Dunán. Kiss Pál ezredes ezalatt elfoglalta Újszőnyt, és (Koppány)Monostort, valamint a Duna jobb partján lévő sáncokat. Délelőtt 9 óra tájban Damjanich kijött a várból és Kiss Pállal együtt középen támadja meg Schlicket. Ezalatt Görgey Ács felé vonulva az ellenség bal szárnyát támadta meg. Klapka ezalatt Ószőnybe ment. Heves küzdelem után az osztrákok túlsúlyba kerültek, s a magyar hadakat visszakényszerítették a Csillagerődbe. Ugyanakkor Nagysándor a fővezér parancsa ellenére, jobb oldalon hátulról megtámadta Schlick seregét. Montenuovo haderejével megerősödve szétveri a támadókat, s rögtön Damjanich ellen indul.(sikertelenül) Déli egy órakor, Görgey félbeszakíttatja a harcot. Az osztrákok Győr felé vonulnak, több mint 2 000 embert veszítve. A magyarok vesztesége 800 fő körül volt.

## A második (1849. július 2.)

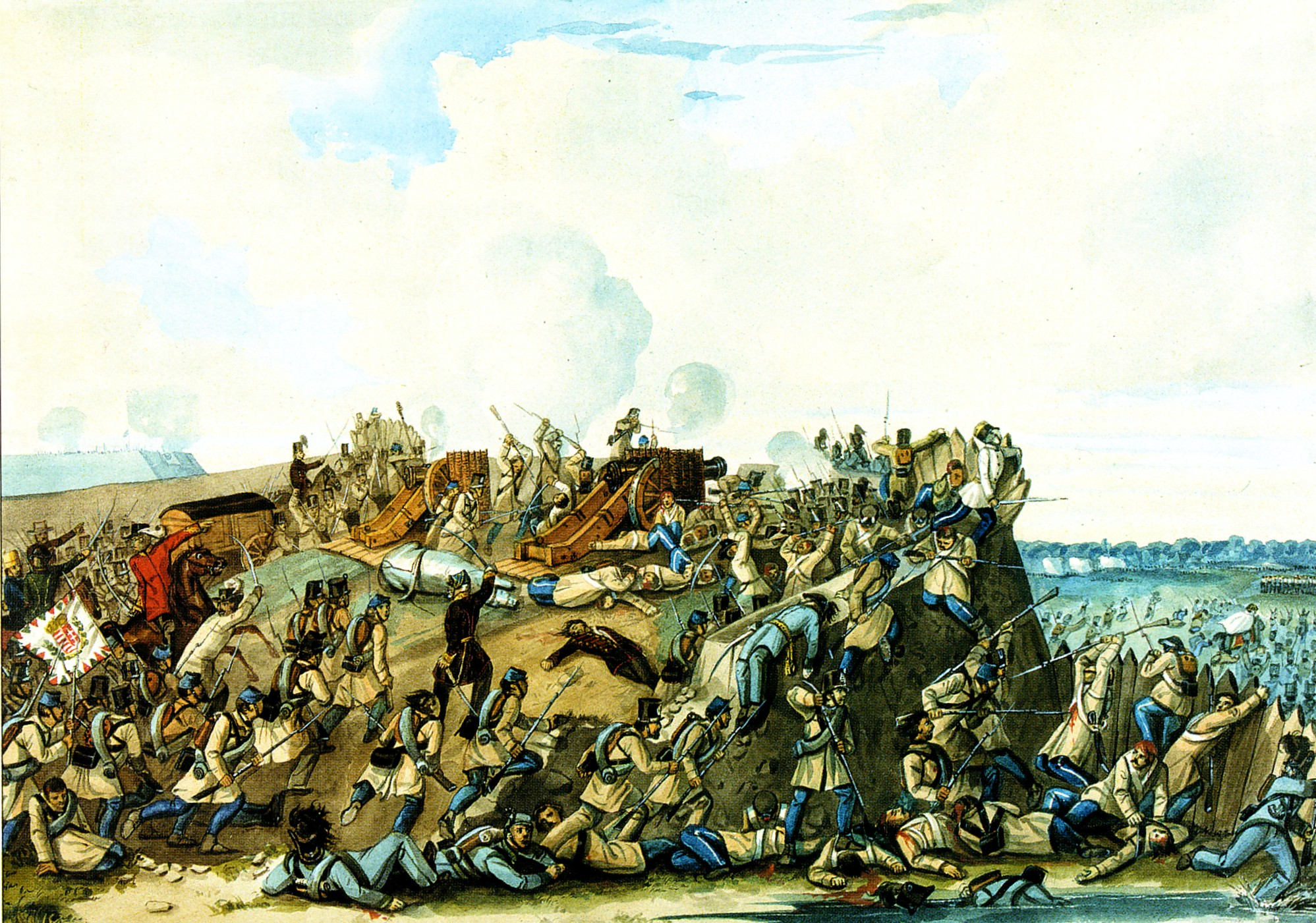
A II. hadtest csapatai visszafoglalják a monostori sáncokat a második komáromi csatában, 1849. július 2-án. Than Mór festménye

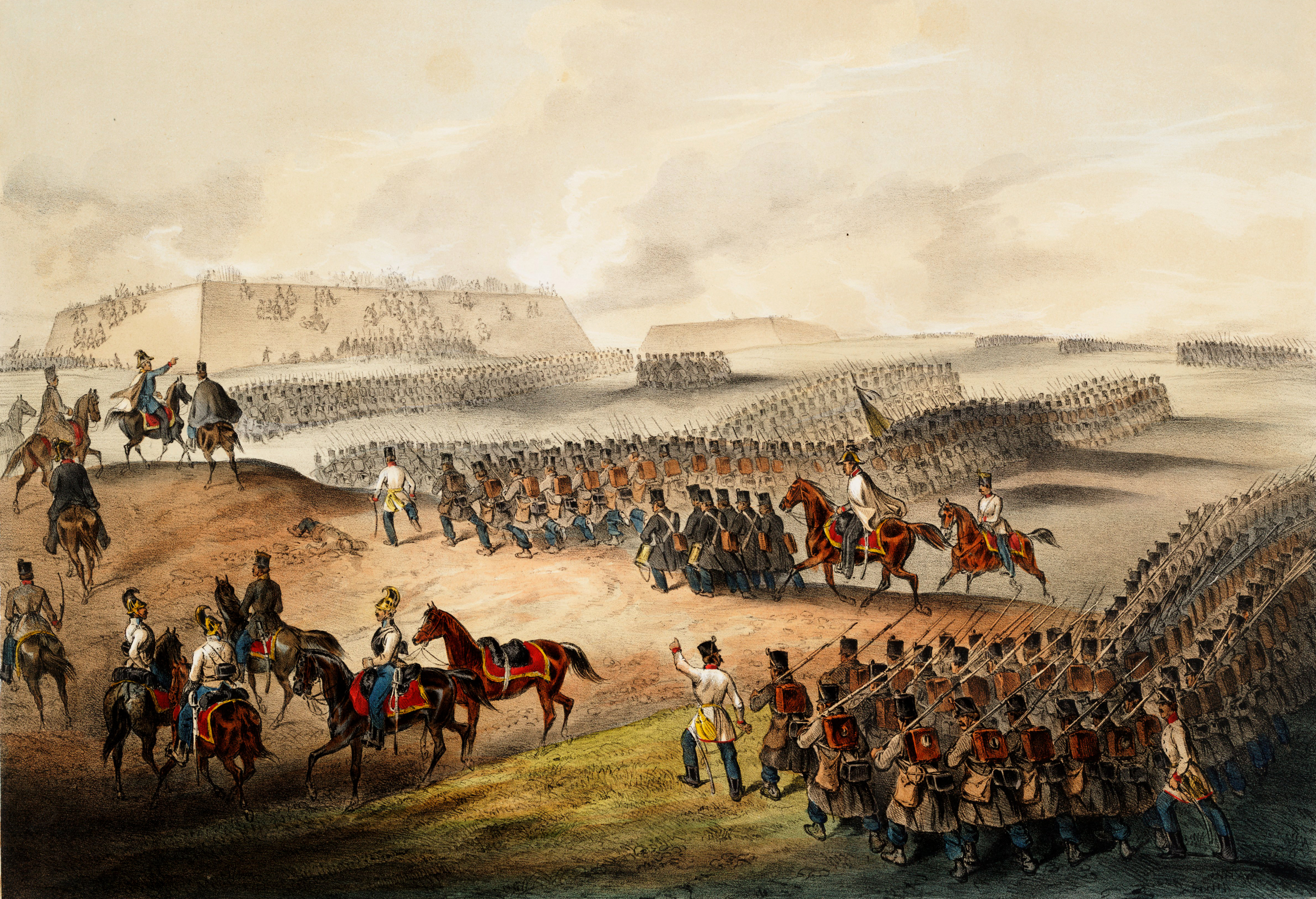
A második komáromi csata a monostori sáncoknál

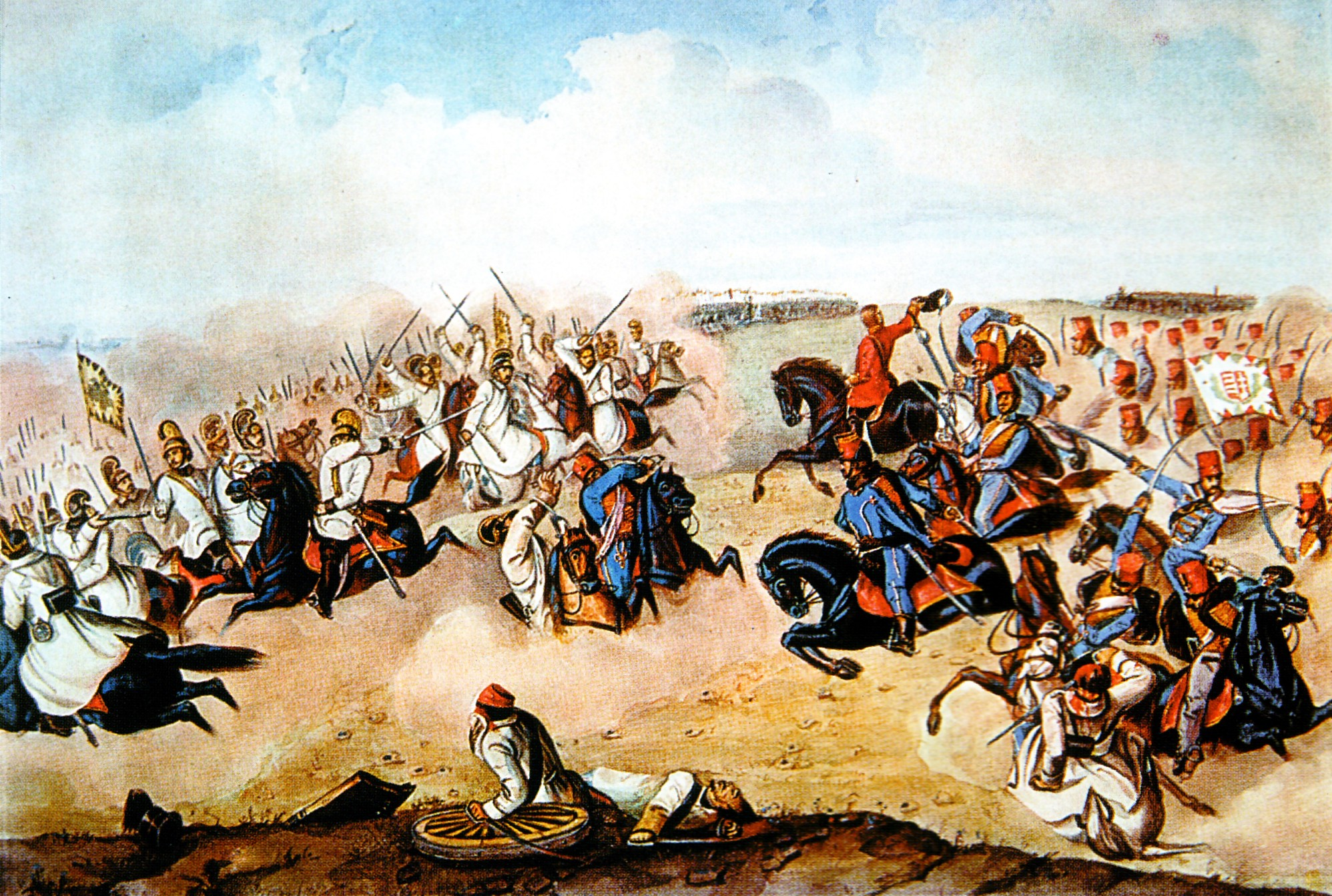
A második komáromi csata, 1849. július 2-án Herkálypusztánál. Piros ruhában Görgei kalapjával lovasrohamot vezényel a Poeltenberg hadtest lovasságának. Than Mór festménye

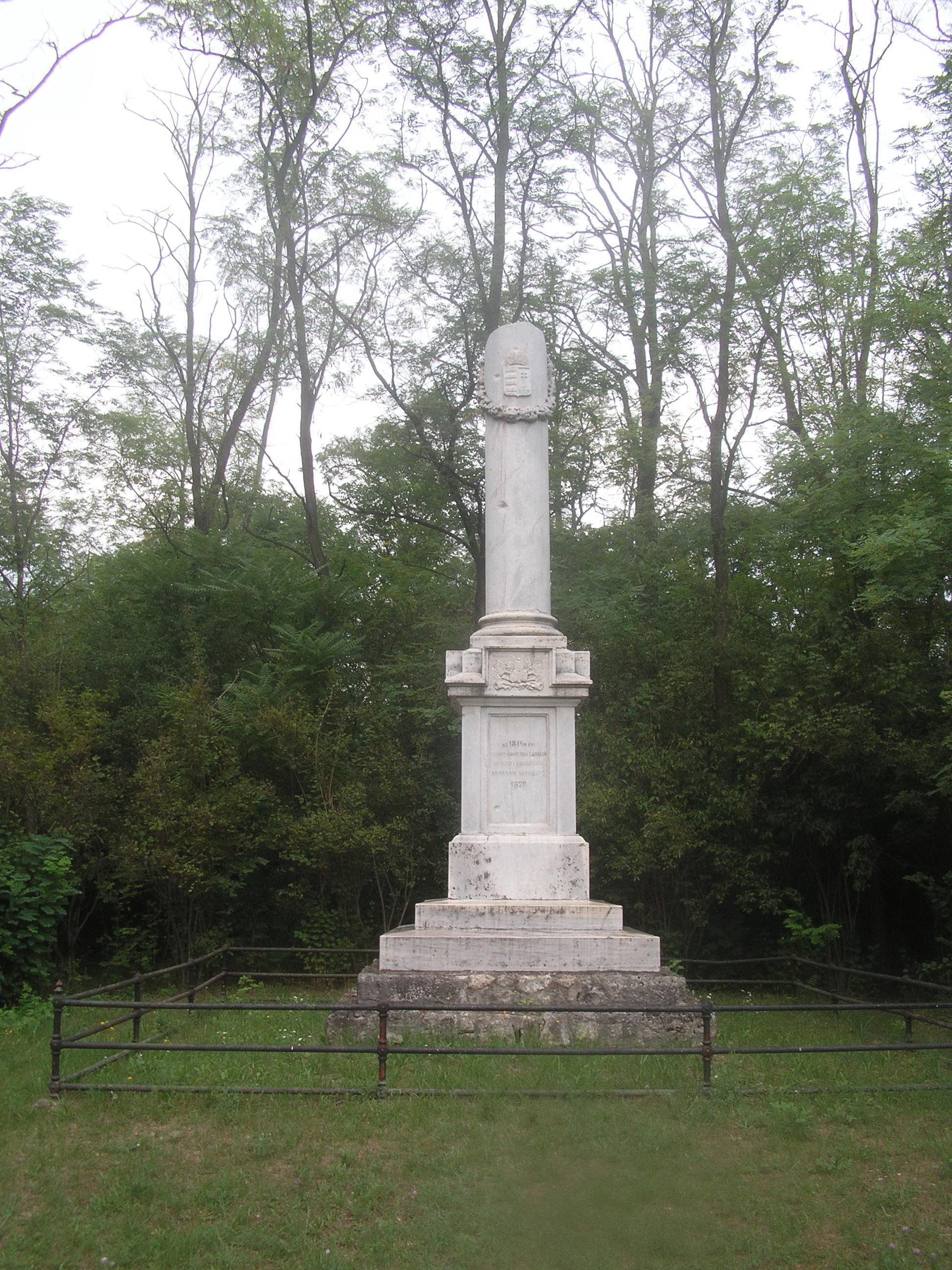
Az ácsi csata emlékére emelt emlékoszlop

A második komáromi csatára július 2-án került sor. Haynau osztrák fővezér és Schlick tábornok ezen a napon összehangolt támadást intézett Komárom ellen. Reggel 5 órakor indult meg az osztrákok támadása, a magyar jobb szárny és a közép parancsnokságát Görgey, a bal szárnyét Klapka vette át. A Mocsa ellen előnyomuló ellenség ellen Leiningen-Westerburg Károly lovassága vette fel a harcot, a huszárok azonban kezdeti sikerek után hátrálni kényszerültek. A túlerőt látva Klapka visszavonta csapatait Szőnyből az újszőnyi sáncok mögé.
(A harcot magyar részről Leiningen tábornok kezdte meg, de visszaverték őket. Sikeresebb volt Rakovszky őrnagy és Poeltenberg tábornok támadása, akik előbb a monostori sáncokat, majd Herkálypusztát foglalták el. (Ez volt az ácsi csata.) Ezután Klapka kiadta a parancsot Ószőny visszafoglalására. Ezt kemény harcokban, kétszeri visszaverés után sikerült teljesíteni. Az ütközet estig tartott, amikor mindkét sereg a sáncok mögé vonult vissza.)
Eközben Monostoron sikerrel nyomultak előre az osztrákok, elfoglalták a szőlőhegyet és a sáncok első vonalát. Már a zászlót is kitűzték, amikor a harcba bekapcsolódtak a szigeten elrejtett magyar ütegek és öldöklő küzdelemben megfordították a csata sorsát. A honvédek az ácsi erdőig üldözték a császáriakat.
A monostori támadás után délután 5 órakor Klapka Ószőny ellen indított támadást a III. hadtest 7 zászlóaljával. Bár a császáriak két támadást visszavertek, a harmadiknak már nem tudtak ellenállni, a magyar ágyúk lövedékei elől Mocsáig menekültek. Ezalatt középen a lovasság (24 huszárszázad) Poeltenberg Ernő és Görgey Artúr vezetésével támadásba lendült, több rohammal visszaszorította az osztrákokat és Csémnél az oroszokkal is szembekerült. A támadást 50 rejtett ágyú tüzével akasztotta meg Haynau. Ezután Görgey újabb sikertelen rohamot vezényelt, ekkor sebesült meg. A csata este 8 órakor ért véget. A veszteség az ostromlóknál 900 fő, a magyaroknál mintegy 1500 volt.

## A harmadik (1849. július 11.)
A harmadik komáromi csata célja Haynau ostromzárának áttörése volt a július 6-i haditanács határozata alapján. A vezényletet Görgey szolgálatképtelensége miatt Klapka vette át. A magyar kormány július elején összes haderejét a Maros környékére rendelte. Görgey nem tett eleget a parancsnak, mivel Haynau serege dél felé elzárta az utat. A kormány újabb utasítása alapján július 11-én a magyar seregek megkísérelték áttörni az ostromgyűrűt. Előzőleg újabb csapatok érkeztek Komáromba, a nyitrai portyázó csapatok, a bányavárosok dandárja Görgey Ármin vezetésével, valamint Nagysándor József az I. hadtesttel Bátorkesziről.
Az 58 zászlóalj gyalogosból, 68 huszárszázadból álló, 200 ágyúval rendelkező sereg délelőtt 11 órakor kezdte meg a támadást Aschermann ezredes, Pöltenberg, Leiningen valamint Nagysándor és Pikéthy tábornokok  vezetésével. A jobb szárnyon a Schlick-hadtest szívós védekezése révén órákon át tartó véres kézitusa alakult ki. Bár a Schneider-dandárt sikerült kiszorítani az ácsi erdőből, Schlick újabb dandárokat rendelt ide. Bár Pikéthy tábornok huszárai eredményesen harcoltak Harkálypusztánál, az osztrák csapatok megingását nem sikerült kihasználni. Csém környékén heves tüzérségi harc bontakozott ki, az egy óráig tartó ágyúzás számos áldozatot követelt. A balszárnyon Nagysándor huszárainak nem sikerült a túlerőben levő ellenséges lovasság erejét megtörni.
A csata délután 5 órakor ért véget, a magyar csapatok fegyelmezett visszavonulásával a sáncok mögé. A magyar hadsereg utolsó nagy csatájában az ellenség 800, a magyarok 1500 embert vesztettek, ezzel a harmadik komáromi csata lett a magyar szabadságharc legvéresebb csatája.